# Min frid jag lämnar
Min frid jag lämnar (engelska: My peace I leave you) är en psalm från kommuniteten i Taizé. Musiken är komponerades av Jacques Berthier. Texten bygger på Johannesevangeliet 14:27.

## Publicerad i
- Sånger från Taizé 1992 som nummer 50.[1]
- Verbums psalmbokstillägg 2003 som nummer 772 under rubriken "Förtröstan — trygghet".[1]